# سكة حديد موديعين - عنابة
سكة حديد موديعين - عنابة (بالعبرية: מסילת מודיעין - ענבה) هي سكة حديد تربط مدينة موديعين-مكابيم-ريعوت بخط سكة حديد القدس - غانوت ومن هناك إلى تل أبيب في شبكة خطوط السكك الحديدية الإسرائيلية.
تبدأ السكة الحديدية مسارها من تقاطع دانيال وتنتهي في محطة قطار موديعين مركاز. هناك خطة مستقبلية لتمديدها شمالًا لتصل إلى منطقة الحديقة التكنولوجية.

## مسار السكة
يتكون المسار من ثلاثة مقاطع؛ أول إثنين جزء من السكة الحديدية إلى القدس، والمقطع الثالث (كفار دانيال - موديعين) هو هذه السكة.

### تل أبيب - مطار بن غوريون
يربط المقطع الأول من الخط تل أبيب بمطار بن غوريون. وهو مقطع يتفرع من خط تل أبيب – اللد في وسط الطريق السريع 1 بين مفترقي غانوت وشفيريم. ويمر عبر نفق أسفل الطريق 1 عند تقاطع شفيريم ويستمر في أنفاق وجسور حتى يصل إلى المحطة الواقعة أسفل مدخل مبنى الركاب تيرمينال 3. بدأت أعمال بناء هذا المقطع في عام 2001 وبدأت الخدمة في أكتوبر 2004 مع بداية الخدمة في تيرمينال 3. يعتبر الخط ناجحًا، ويستخدمه الكثيرون للوصول إلى المطار. بعد افتتاح الخط إلى مطار بن غوريون بدأت إدارة شركة قطار إسرائيل تشغيل خطوط ليلية طوال أيام الأسبوع على خط نهاريا - حيفا - تل أبيب - مطار بن غوريون.

### مطار بن غوريون - كفار دانيال
بعد مطار بن غوريون يستمر مسار السكة الحديدية من فوق الطريق السريع 1 على جسر طوله 550 مترًا. في نهاية الجسر يوجد تقاطع سكة حديدية (تقاطع تعوفاه) يسمح للقطارات القادمة من الجنوب السفر نحو مطار بن غوريون وبالتالي الحفاظ على خدمة القطارات بين بئر السبع ومطار بن غوريون. يستمر الخط في خط مستقيم جنوب الموشافين بن شيمِن وغِناتون (طريق رقم 1 يمر شمالهما)، ثم يعبر الطريق 6 بجسر، ثم يمر بنفقين أسفل تلٍ حيث اُكتشفت مقابر بالقرب من كفار دانيال هما نفق 11 (في الترقيم القديم نفق 23) ونفق 10 (في الترقيم القديم نفق 22) ثم يعبر نفق آخر نفق 12 (في الترقيم القديم نفق 24) تحت طريق رقم 1 باتجاه كفار دانيال.
بدأت الأعمال في مقطع مطار بن غوريون - كفار دانيال في عام 2002 وتم الانتهاء منها في عام 2007، بعد تأخير كبير نتيجة اكتشاف قبور على تل بالقرب من مكان عبور السكة الحديدية تحت طريق رقم 1 باتجاه كفار دانيال. لتجنب الشكاوى والانتقادات قررت شركة السكك الحديدية حفر نفق تحت هذا التل، وبالتالي تأخر افتتاح الخط إلى موديعين بسنة.

### كفار دانيال - موديعين
في منطقة كفار دانيال (شمال مبدل الطرق عنابة) يتفرع مقطع سكة حديد من سكة حديد غانوت - القدس باتجاه موديعين عبر نفق الأقواس (نفق 13) مع انعطافه شرقًا اتجاه طريق 431 تتابع السكة مسارها من فوق الجسر رقم 15 والجسر رقم 17 حتى محطة باتي موديعين، بعد المحطة تمر السكة فوق جسر ثم تدخل بنفق أسفل حي الطيور (شخونات تسيبوريم) ثم تخرج في منطقة حديقة عنابة ثم تدخل بنفقٍ آخر حتى تصل بعد 150 مترًا إلى محطة موديعين مركاز تحت الأرض على عمق حوالي 15 متر. يبلغ طول هذا المقطع حوالي 7.5 كيلومتر.
تم افتتاح محطة قطار باتي موديعين في 1 سبتمبر 2007، وافتتحت محطة قطار موديعين مركاز في 1 أبريل 2008.

### قوس موديعين
في عام 2016 بدأ بناء قوس موديعين (بالعبرية: קשת מודיעין كيشِت موديعين) وهو قوس سكة حديد يربط السكك الحديدية المغادرة من موديعين إلى الشرق إلى سكة حديد القدس-غانوت مما يسمح بمرور خط الضواحي موديعين-القدس.